# ハレルヤ (AAAの曲)
「ハレルヤ」は、日本の音楽グループAAAの5枚目のシングル。2006年2月15日にavex traxから発売された。

## 概要
- 前作「DRAGON FIRE」から約2ヵ月ぶりの発売となる。
- テレビドラマ「ガチバカ!」（TBS）オープニングテーマ。高橋克典演じる熱血教師が炎に包まれながら教鞭を振るうシーンに使用されている。
- 2008年3月5日に発売された、結婚や恋愛をテーマにした人気ドラマを中心に実際の結婚式にも使える楽曲を集めた「HAPPY!〜CLIMAX marriage best〜」にも収録されている。
- PVの衣装には、アディダスのジャージを加工して使われた。メンバー全員が揃う日が無く、アクロバットなダンスの振り付けは1日で仕上げた。
- デビュー曲「BLOOD on FIRE」以来のトップ10入り。

## 収録内容

### CD+DVD
CD
1. ハレルヤ [4:02]
（作詞：菜穂、作曲・編曲：h-wonder）
2. ハレルヤ（Instrumental）[4:02]

DVD
1. ハレルヤ （Music Clip）

### CD ONLY
1. ハレルヤ [4:02]
2. ハレルヤ（Instrumental）